# Kužiš stari moj (1973.)
Kužiš stari moj, hrvatski dugometražni film iz 1973. godine.